# Estarvielle
Estarvielle é uma comuna francesa na região administrativa de Occitânia, no departamento dos Altos Pirenéus. Estende-se por uma área de 0,8 km². Em 2010 a comuna tinha 38 habitantes (densidade: 47,5 hab./km²).